# Johann Vesque von Püttlingen

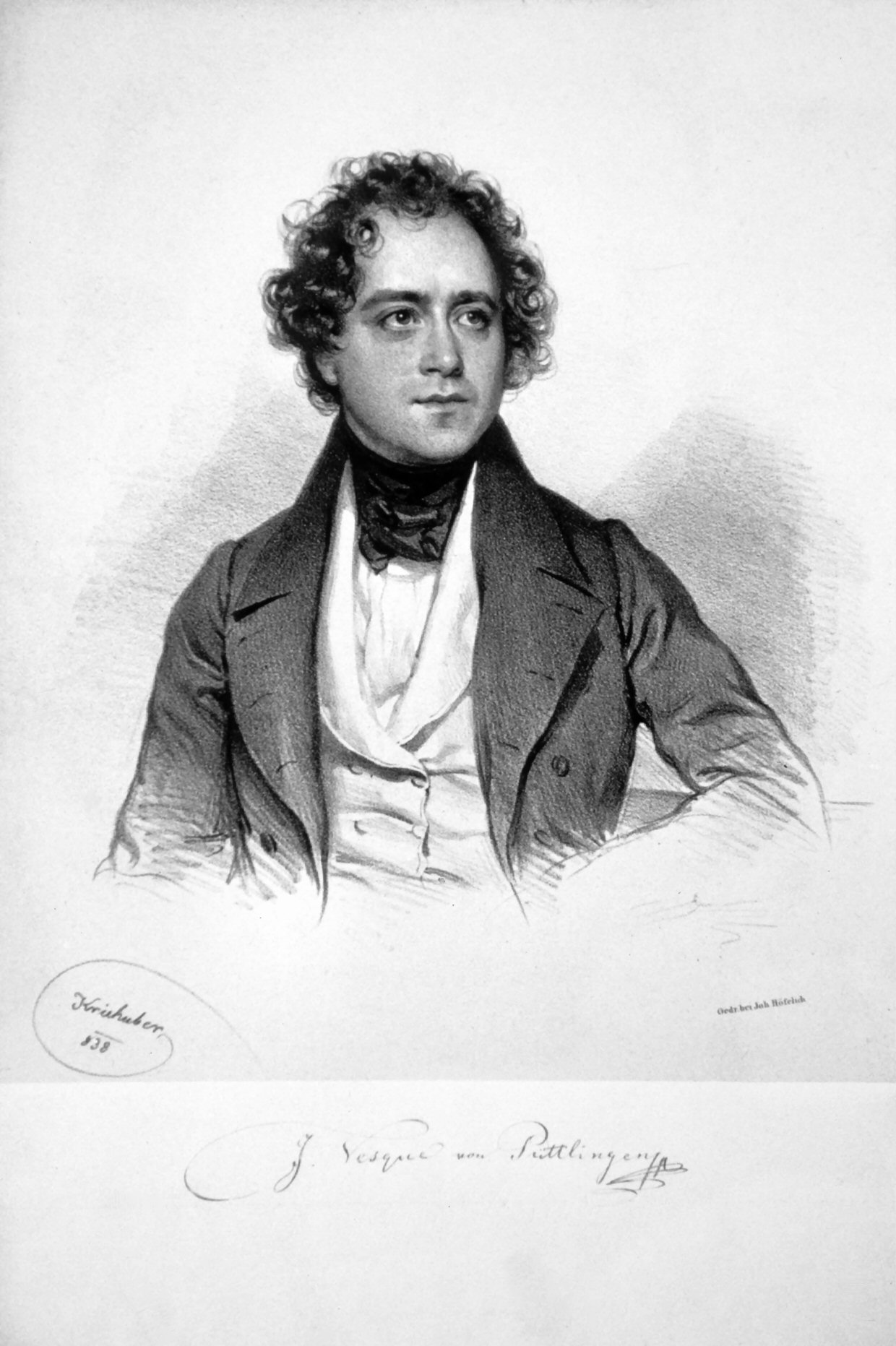
Johann Vesque von Püttlingen, litografi av Josef Kriehuber, 1838.

Johann Vesque von Püttlingen, född den 23 juli 1803 i Opole, Galizien, död den 29 oktober 1883 i Wien, var en österrikisk friherre, ämbetsman, musiker och tonsättare.
Vesque von Püttlingen, som tillhörde en fransk-nederländsk adelssläkt, var i musik elev till Moscheles och Sechter, tog juris doktorsgrad och blev avdelningschef i österrikiska utrikesministeriet. År 1866 upphöjdes han till friherre. Vesque von Püttlingen vann anseende som pianist och som kompositör (under pseudonymen Johann Hoven eller endast "J. Hoven") av pianosonater, sånger och sex operor, bland dem Turandot (1838), Johanna d'Arc (1840) och Lips Tellian (1854).